# Charlie Clouser
Charles Alexander "Charlie" Clouser (/ˈklaʊzər/; født 28 juni 1963) er en amerikansk musiker, hvis virke omfatter at spille keyboard, synth, Theremin, og trommer. Han er kendt for sine evner inden for musik programmering, engineering, mixing, og remixing. Han var medlem af bandet Nine Inch Nails 1994-2000. Før han var i Nine Inch Nails, han var i det alternative band Burning Retna

## Diskografi

### 9 Ways to Sunday
- 9 Ways to Sunday (1990)

### 12 Rounds
- Pleasant Smell (1998)

### Alec Empire
- Live at Fuji-Rock (2001)

### Apartment 26
- Music for the Massive (2004)

### Black Light Burns
- Cruel Melody (2007)

### Burning Retna
- Frozen Lies (2006)

### Collide
- Vortex (2004)
- Live at the El Rey (2005)

### David Bowie
- I'm Afraid of Americans (1997)
- Seven (2000)
- Best of Bowie (2002)

### Deltron 3030
- Positive Contact (2001)

### Die Krupps
- The Final Remixes (1994)
- Rings of Steel (1995)
- Fire (1997)

### Esthero
- Breath from Another (1998)
- Heaven Sent (1998)

### FAT
- Down Time (1995)

### Foetus
- Blow (2001)

### Fuel
- Natural Selection (2003)

### Helmet
- Size Matters (2004)

### John Frusciante
- Shadows Collide with People (2004)

### Killing Joke
- Democracy (1996)

### Marilyn Manson
- Portrait of an American Family (1994)
- "Lunchbox" (1994)
- Smells Like Children (1995)
- "Sweet Dreams" (1995)
- Antichrist Superstar (1996)
- "Tourniquet Pt. 2" (1997)
- Lest We Forget: The Best Of (2004)

### Meat Beat Manifesto
- Asbestos Lead Asbestos (1996)

### Nine Inch Nails
- The Downward Spiral (1994)
- Further Down the Spiral (1995)
- The Perfect Drug (1997)
- Closure (1997)
- The Day the World Went Away (1999)
- The Fragile (1999)
- Into the Void (1999)
- Starfuckers, Inc. (1999)
- Things Falling Apart (2000)
- And All That Could Have Been (2002)

### A Perfect Circle
- eMOTIVe (2004)

### Prong
- Broken Peace (1994)
- Rude Awakening (1996)

### Puscifer
- Don't Shoot the Messenger EP (2007)

### Radiator
- Black Shine (remix) (1998)

### Rammstein
- Stripped (1998)

### Reach 454
- Reach 454 (2003)

### Real McCoy
- Another Night (1994, 1995)

### Rob Zombie
- The Great American Nightmare (1997)
- Hellbilly Deluxe (1998)
- Dragula (1998)
- Living Dead Girl (1999)
- American Made Music to Strip By (1999)
- Remix-a-Go-Go (1999)
- The Best of Rob Zombie (2006)

### Schwein
- Son of Schweinstein (2001)

### Snake River Conspiracy
- Pre-Fatty Tingle (2000)
- Sonic Jihad (2000)

### Splattercell
- AH - ReMiKSiS (2000)

### Type O Negative
- Cinnamon Girl (1997)
- D-Side 1 (2000)
- Least Worst Of (2000)

### White Zombie
- Astro Creep: 2000 (1995)
- More Human than Human (1995)
- Real Solution #9 (1995)
- Ratfinks, Suicide Tanks and Cannibal Girls (1996)
- Supersexy Swingin' Sounds (1996)
- Electric Head Pt. 2 (The Ecstasy) (1996)

### Andet

#### Soundtracks
- Natural Born Killers (1994)
- The Doom Generation (1995) (soundtrack and DVD menu music)
- Escape from L.A. (1996)
- Beavis and Butt-head Do America (1996)
- The Fan (1996)
- Lost Highway (1997)
- Private Parts (1997)
- Nowhere (1997)
- End of Days (1999)
- The Matrix (1999)
- The Crow: Salvation (2000)
- Valentine (2001)
- The Matrix Reloaded (2003)
- Underworld (2003)
- Moog (2004)
- Collateral (2004)
- Saw (2004)
- Deepwater (2005)
- Las Vegas (2005)
- Saw II (2005)
- Saw III (2006)
- Dead Silence (2007)
- Death Sentence (2007)
- Resident Evil: Extinction (2007)
- Saw IV (2007)
- Saw V (2008)
- Valkyrie (2008)
- Yes Man (2008)
- Saw VI (2009)
- Saw 3D (2010)

#### Film scores
- Saw (2004)
- Deepwater (2005)
- NBC's Las Vegas (2005)
- Saw II (2005)
- Saw III (2006)
- Dead Silence (2007)
- Death Sentence (2007)
- Resident Evil: Extinction (2007)
- Saw IV (2007)
- Saw V (2008)
- The Stepfather (2009)
- Saw VI (2009)
- Saw 3D (2010)

#### Blandet
- In Defense of Animals Volume 2 (1996)
- Volume Fourteen - Reading '95 Special (1996)
- FirstCom Master Series Charlie Clouser - NAILS (1997)
- Best Alternative Volume 7 (1997)
- Industrial Mix Machine (1997)
- ECW: Extreme Music (1998)
- Duke Nukem (Music to Score By - the official Duke Nukem Album) (1999)
- Twisted Metal 4 (Video Game Score) (1999)
- Kerrang! Magazine 1999: The Finest Tracks of the Year (1999)
- Dark Decryption - The Electro Remix Selection Vol. 02 (2002)
- Symphoniacal (2008)
- Singularity (2010)